# 안산해양초등학교
안산해양초등학교(安山海洋初等學校)는 대한민국 경기도 안산시에 있는 공립 초등학교이다.

## 연혁
- 2005년 3월 1일 : 개교